# Boreal tid
Boreal tid fra ca. 7.900-7.000 f.Kr. er den første periode hvor Danmark for alvor blev skovdækket siden den sidste istid. Navnet hentyder til at perioden havde køligt borealt klima. Klimaet var således køligere end i dag, men temperaturen steg fortsat. Hassel og eg kom til, skoven dækkede stadigt mere af landet – men var fortsat en relativt lys skov. Urokse og elg blev almindelige. Europæisk bison blev i landet, men skoven var blevet for skyggefuld for vildhesten der uddøde i Danmark. Kronhjort, rådyr og vildsvin indvandrede. Igennem første halvdel af perioden var  Østersø-bassinet opfyldt af Yoldiahavet hvorefter dette blev til Ancylussøen.
I hele perioden hørte menneskene i Danmark til skovjægerkulturen Maglemosekulturen, (ca. 9.300 – 6.400 f.Kr.). Perioden ligger midt i Ældre stenalder (ca. 8.900 f.Kr. – 3.900 f.Kr.)